# عزيز لحبابي
عزيز لحبابي عداء ألعاب قوى مغربي، ولد يوم 3 فبراير 1991، وهو متخصص في سباقات المسافات المتوسطة والطويلة 1500 متر و5000 متر.

## إنجازاته
| المنافسة            | السنة | المسابقة | التوقيت  | الرتبة         |
| ------------------- | ----- | -------- | -------- | -------------- |
| بطولة العالم للشباب | 2010  | 5000 متر | 13:28.92 | 3              |
| ألعاب أولمبية صيفية | 2012  | 5000 متر | 13:47.57 | 15 نصف النهائي |

## أرقام شخصية
| المسابقة | الرقم    | المكان | السنة |
| -------- | -------- | ------ | ----- |
| 1500 متر | 3:44.48  | الرباط | 2010  |
| 5000 متر | 13:04.06 | الرباط | 2012  |

## وصلات خارجية
- عزيز لحبابي على موقع الاتحاد الدولي لألعاب القوى (الإنجليزية)
- عزيز لحبابي على موقع الدوري الماسي (الإنجليزية)
- عزيز لحبابي على موقع أوليمبيديا (الإنجليزية)